# Petrophile sessilis
Petrophile sessilis är en tvåhjärtbladig växtart som beskrevs av Franz e Wilhelm Sieber och Schult.. Petrophile sessilis ingår i släktet Petrophile och familjen Proteaceae. Inga underarter finns listade i Catalogue of Life.